# Gabi, dels 8 als 13 anys
Gabi, dels 8 als 13 anys (títol original: Gabi, 8 till 13 år) és una pel·lícula documental del 2021 del director de cinema suec Engeli Broberg. S'ha doblat i subtitulat al català.

## Sinopsi
El documental explica la història d'un nen de vuit anys que no es reconeix en cap dels dos gèneres que ofereix el món. Aquest desig sembla senzill, però no ho és. Gabi se sent diferent, però parlar les coses amb claredat mai li ha portat cap problema. Tot i això, quan la família es trasllada a un poble petit i arriba a la pubertat, les coses comencen a canviar.